# Джоел Грант
Джоел Грант (англ. Joel Grant, нар. 26 серпня 1987, Лондон) — англійський та ямайський футболіст, півзахисник клубу «Плімут Аргайл».
Виступав, зокрема, за клуби «Вотфорд» та «Йовіл Таун», а також національну збірну Ямайки.

## Клубна кар'єра
У дорослому футболі дебютував 2005 року виступами за команду клубу «Вотфорд», в якій провів один сезон, взявши участь лише у 5 матчах чемпіонату.
Два сезони відіграв у клубі «Олдершот Таун» (приєднався 2006), причому перший сезон на правах оренди.
2008 року уклав контракт з клубом «Кру Александра», у складі якого провів наступні три роки своєї кар'єри гравця. Граючи у складі «Кру Александра», здебільшого виходив на поле в основному складі команди.
З 2011 року два сезони захищав кольори команди клубу «Вікомб Вондерерс». Тренерським штабом нового клубу також розглядався як гравець «основи». Згодом два роки грав за «Йовіл Таун». Тренерськими штабами обох команд також розглядався як гравець «основи».
До складу клубу «Ексетер Сіті» приєднався 2015 року. Відтоді встиг відіграти за команду з Ексетера 46 матчів у національному чемпіонаті.
З 2017 захищає кольори клубу «Плімут Аргайл».

## Виступи за збірні
2007 року залучався до складу молодіжної збірної Ямайки. На молодіжному рівні зіграв в 11 офіційних матчах, забив 7 голів.
2014 року дебютував в офіційних матчах у складі національної збірної Ямайки. Наразі провів у формі головної команди країни 14 матчів, забивши 2 голи.
У складі збірної був учасником розіграшу Золотого кубка КОНКАКАФ 2015 року в США та Канаді, де разом з командою здобув «срібло», розіграшу Кубка Америки 2015 року в Чилі, розіграшу Кубка Америки 2016 року в США.

## Статистика виступів

### Статистика клубних виступів
Станом на 18 травня 2017
| Сезон                    | Команда           | Чемпіонат               | Чемпіонат | Чемпіонат | Національний кубок | Національний кубок | Континентальні кубки | Континентальні кубки | Інші змагання | Інші змагання | Усього | Усього |
| Сезон                    | Команда           | Ліга                    | Ігор      | Голів     | Ігор               | Голів              | Ігор                 | Голів                | Ігор          | Голів         | Ігор   | Голів  |
| ------------------------ | ----------------- | ----------------------- | --------- | --------- | ------------------ | ------------------ | -------------------- | -------------------- | ------------- | ------------- | ------ | ------ |
| «Вотфорд»                | 2005–06           | Чемпіоншип              | 7         | 0         | 0                  | 0                  | 3                    | 0                    | —             | —             | 10     | 0      |
| «Вотфорд»                | 2006–07           | Прем'єр-ліга            | 0         | 0         | 0                  | 0                  | 0                    | 0                    | —             | —             | 0      | 0      |
| «Вотфорд»                | Усього            | Усього                  | 7         | 0         | 0                  | 0                  | 3                    | 0                    | —             | —             | 10     | 0      |
| «Олдершот Таун» (оренда) | 2006–07           | Національна Конференція | 14        | 2         | 4                  | 2                  | —                    | —                    | 1             | 0             | 19     | 4      |
| «Олдершот Таун»          | 2007–08           | Національна Конференція | 30        | 4         | 2                  | 0                  | —                    | —                    | 10            | 2             | 42     | 6      |
| «Олдершот Таун»          | Усього            | Усього                  | 44        | 6         | 6                  | 2                  | —                    | —                    | 11            | 2             | 61     | 10     |
| «Кру Александра»         | 2008–09           | Перша футбольна ліга    | 28        | 2         | 1                  | 0                  | 3                    | 0                    | 0             | 0             | 32     | 2      |
| «Кру Александра»         | 2009–10           | Друга футбольна ліга    | 43        | 9         | 1                  | 1                  | 1                    | 0                    | 1             | 0             | 46     | 10     |
| «Кру Александра»         | 2010–11           | Друга футбольна ліга    | 25        | 5         | 1                  | 0                  | 1                    | 0                    | 1             | 1             | 28     | 6      |
| «Кру Александра»         | Усього            | Усього                  | 96        | 16        | 3                  | 1                  | 5                    | 0                    | 2             | 1             | 106    | 18     |
| «Вікомб Вондерерс»       | 2011–12           | Перша футбольна ліга    | 30        | 4         | 1                  | 0                  | 2                    | 1                    | 0             | 0             | 33     | 5      |
| «Вікомб Вондерерс»       | 2012–13           | Друга футбольна ліга    | 41        | 10        | 1                  | 0                  | 1                    | 0                    | 1             | 1             | 44     | 11     |
| «Вікомб Вондерерс»       | Усього            | Усього                  | 71        | 14        | 2                  | 0                  | 3                    | 1                    | 1             | 1             | 77     | 16     |
| «Йовіл Таун»             | 2013–14           | Чемпіоншип              | 34        | 3         | 2                  | 1                  | 2                    | 0                    | —             | —             | 38     | 4      |
| «Йовіл Таун»             | 2014–15           | Перша футбольна ліга    | 20        | 3         | 0                  | 0                  | 0                    | 0                    | 0             | 0             | 20     | 3      |
| «Йовіл Таун»             | Усього            | Усього                  | 54        | 6         | 2                  | 1                  | 2                    | 0                    | 0             | 0             | 58     | 7      |
| «Ексетер Сіті»           | 2015–16           | Друга футбольна ліга    | 26        | 4         | 3                  | 0                  | 1                    | 0                    | 1             | 0             | 31     | 4      |
| «Ексетер Сіті»           | 2016–17           | Друга футбольна ліга    | 20        | 4         | 1                  | 0                  | 1                    | 0                    | 5             | 1             | 27     | 5      |
| «Ексетер Сіті»           | Усього            | Усього                  | 46        | 8         | 4                  | 0                  | 2                    | 0                    | 6             | 1             | 58     | 9      |
| «Плімут Аргайл»          | 2016–17           | Перша футбольна ліга    | 30        | 4         | 2                  | 0                  | 0                    | 0                    | 0             | 0             | 32     | 4      |
| Усього за кар'єру        | Усього за кар'єру | Усього за кар'єру       | 348       | 52        | 19                 | 4                  | 15                   | 1                    | 20            | 5             | 402    | 64     |

## Титули і досягнення
- Переможець Карибського кубка: 2014
- Срібний призер Золотого кубка КОНКАКАФ: 2015